# Hiroshi Miyazawa
Hiroshi Miyazawa (宮澤 浩 Miyazawa Hiroshi?,  nacido el 22 de noviembre de 1970 en Hokkaido) es un exfutbolista japonés. Jugaba de defensa y su último club fue el Football Kingz.

## Trayectoria

### Clubes
| Club                | País          | Año         |
| ------------------- | ------------- | ----------- |
| JEF United Ichihara | Japón         | 1993 - 1995 |
| Bellmare Hiratsuka  | Japón         | 1996 - 1997 |
| Sanfrecce Hiroshima | Japón         | 1998 - 2000 |
| Canberra Cosmos     | Australia     | 2000 - 2001 |
| Football Kingz      | Nueva Zelanda | 2001 - 2003 |